# Hootie and the Blowfish
Pour leur album, voir Hootie and the Blowfish (album).
Hootie and the Blowfish est un groupe de rock américain, originaire de Columbia, en Caroline du Sud. Il devient populaire dans la seconde moitié des années 1990. Le groupe est formé à l'université de la Caroline du Sud, par Darius Rucker, Dean Felber, Jim Sonefeld et Mark Bryan, qui sont encore les membres actuels. Hootie compte sept albums studio et s'est placé dans les classements avec 16 singles. Leur premier album, Cracked Rear View est leur album le plus vendu au monde, avec plus de 16 disques de platine.

## Biographie

### Années 1990
Hootie and the Blowfish est formé en 1986 à Columbia, à l'université de Caroline du Sud.
Le groupe enregistre indépendamment deux EP, en 1991 et 1992. En 1993, ils sortirent 50 000 exemplaires de leur autoproduction Kootchypop, en référence à l'appareil génital féminin, appelé ainsi dans un stand-up de Shirley Hemphill.
Leur premier véritable album sort en 1994, et devient immédiatement un succès commercial, certifié 16 fois disque de platine, et devient l'album le plus vendu aux États-Unis en 1995. Cracked Rear View doit son succès grâce à quatre superbes titres Hold My Hand, Let Her Cry, Only Wanna Be With You et Time. En 1996, le groupe reçoit le Grammy Award du « meilleur nouvel artiste/groupe ». Hootie and the Blowfish font une apparition au MTV Unplugged pour la promotion de leur second album Fairweather Johnson, cet album rencontre le succès escompté, avec plus de 4 millions d'exemplaires écoulés sur le sol américain, seul un tube se détache de l'album Old Man and Me. Face à ces succès fulgurants, le groupe sort chronologiquement, Musical Chairs (1998), Hootie and the Blowfish (2003) et Looking For Lucky (2005), aux succès plutôt médiocres.
En 1995, le groupe participe au titre Hey Hey What Can I Do sur l'album Encomium, en hommage à Led Zeppelin. De plus, leur reprise de I Go Blind est utilisée pour la bande sonore de la série télé Friends. Ces deux titres n'étant pas présents sur les albums studio, le groupe sortira en 2000, Scattered, Smothered and Covered, qui est une compilation de raretés studios, de face B, et de reprises.
Depuis plusieurs années, le groupe donne un concert à chaque réveillon de la Nouvelle Année au Silverton Hotel de Las Vegas.

### Années 2000 et 2010
Le 27 août 2008, Darius Rucker annonce la séparation du groupe, pour poursuivre sa carrière solo. Le groupe ne retournera pas en studio, ni sur les routes, sauf pour donner des concerts de charité. « Nous avons quatre concerts de charité chaque année et nous allons les réaliser, mais nous ne ferons pas d'album ou de tournée. »
Rucker enregistre un album solo, Learn to Live, chez Capitol Records. Il comprend les singles Don't Think I Don't Think About It, It Won't Be Like This for Long, Alright, tous classés premiers aux US Hot Country Songs, et History in the Making, classé troisième Hot Country Songs. Leur deuxième album solo de Rucker', Charleston, SC 1966, est publié en octobre 2010. Un troisième album solo, True Believers, est publié en mai 2013.
Le 1er novembre 2019 sort Imperfect Circle 6ème album du groupe. C'est le 1er album studio paru depuis 14 ans.

## Membres
- Darius Rucker - chant, guitare, mandoline, harmonica
- Mark Bryan - guitare, banjo, piano, chœurs
- Dean Felber - basse, guitare, piano, chœurs
- Jim Sonefeld - batterie, percussions, chœurs

### Membres live
- Peter Holsapple - synthétiseur, guitare, chœurs
- Gary Green - percussions, piano, guitare, chœurs

## Discographie
| Année | Album                   | Maison de disques | Classements | Classements | Classements | Certification RIAA |
| Année | Album                   | Maison de disques | É-U         | É-U Indé    | R-U         | Certification RIAA |
| ----- | ----------------------- | ----------------- | ----------- | ----------- | ----------- | ------------------ |
| 1994  | Cracked Rear View[A]    | Atlantic Records  | 1           |             | 12          | 16× Multi-Platinum |
| 1996  | Fairweather Johnson     | Atlantic Records  | 1           |             | 9           | 4× Multi-Platinum  |
| 1998  | Musical Chairs          | Atlantic Records  | 4           |             | 15          | Platinum           |
| 2003  | Hootie and the Blowfish | Atlantic Records  | 46          |             |             |                    |
| 2005  | Looking For Lucky       | Vanguard          | 47          | 4           |             |                    |
| 2019  | Imperfect Circle        | Capitol Nashville |             |             |             |                    |

Notes
- A ^ Cracked Rear View certifié Platinum par la CRIA.

| Année | Single                   | Classements | Classements | Classements  | Classements | Classements | Album                                        |
| Année | Single                   | US Hot 100  | US Top 40   | US Main Rock | US AC       | US Adult    | Album                                        |
| ----- | ------------------------ | ----------- | ----------- | ------------ | ----------- | ----------- | -------------------------------------------- |
| 1994  | "Hold My Hand"           | 10          | 2           | 4            | 6           | —           | Cracked Rear View                            |
| 1995  | "Let Her Cry"            | 9           | 1           | 9            | 7           | —           | Cracked Rear View                            |
| 1995  | "Only Wanna Be with You" | 6           | 1           | 1            | 3           | 3           | Cracked Rear View                            |
| 1995  | "Time"                   | 14          | 12          | 26           | 4           | 1           | Cracked Rear View                            |
| 1995  | "Drowning"               | —           | —           | 21           | —           | —           | Cracked Rear View                            |
| 1995  | "Hey Hey What Can I Do"  | —           | —           | 15           | —           | —           | Encomium: a Tribute to Led Zeppelin          |
| 1996  | "Old Man & Me"           | 13          | —           | 6            | 18          | 4           | Fairweather Johnson                          |
| 1996  | "Tucker's Town"          | 38          | —           | 29           | 24          | 12          | Fairweather Johnson                          |
| 1996  | "Sad Caper"              | —           | —           | —            | —           | 26          | Fairweather Johnson                          |
| 1997  | "I Go Blind"             | —           | 17          | —            | 22          | 3           | Friends (soundtrack)                         |
| 1998  | 'I Will Wait"            | —           | 16          | —            | 28          | 1           | Musical Chairs                               |
| 1999  | "Only Lonely"            | —           | —           | —            | 29          | 25          | Musical Chairs                               |
| 2003  | "Innocence"              | —           | —           | —            | 25          | 24          | Hootie and the Blowfish                      |
| 2003  | "Goodbye Girl"           | —           | —           | —            | 24          | —           | The Best of Hootie & the Blowfish: 1993-2003 |
| 2005  | "One Love"               | —           | —           | —            | 5           | 20          | Looking for Lucky                            |
| 2006  | "Get Out of My Mind"     | —           | —           | —            | 17          | 17          | Looking for Lucky                            |

## Vidéos
- 1996 - Summer Camp with Trucks (VHS, DVD; live)
- 1997 - A Series of Short Trips (DVD; compilation videos des deux premiers albums)
- 2006 - Live in Charleston (DVD; live)